# Таллінн-Балтійський
Таллінн-Балтійський (ест. Balti jaam) — головна залізнична станція у Таллінні, Естонія. Звідси вирушають усі приміські, міжміські та міжнародні поїзди.

## Опис
Станція має 7 платформ, дві з яких розташовані окремо від інших і зазвичай обслуговують міжнародні маршрути (Таллінн — Москва, Таллінн — Санкт-Петербург), з кінця XIX століття, або для міжміських маршрутів до Пярну та Вільянді. Платформи, які ближчі до будівлі станції, переважно використовуються для приміських поїздів або для маршрутів на далекі відстані (Тарту та Нарва).
Біля Балтійського вокзалу знаходиться ринок під назвою Jaama Turg («Вокзальний ринок»).

## Історія
Балтійський вокзал розташований на північному заході від історичного центру (Старе місто) Таллінна. Перший залізничний вокзал у Таллінні був побудований наприкінці 1860-х років, під час будівництва 400-кілометрової залізничної лінії Санкт-Петербург — Таллінн — Палдіскі. 1870 року завершено будівництво залізничного вокзалу. Це була двоповерхова будівля з вежею, яка побудована з вапняку.
Під час Другої світової війни у 1941 році будівлю вокзалу було підпалено військами Червоною армії. Після закінчення війни, у 1945 році, вокзал був частково відремонтований.
Впродовж 1960—1966 років станція повністю реконструйована. З 1990-х років на приміських платформах розміром 20×20 м павільйон очікування використовувався як ринок.
У 2005 році будівля вокзалу повністю відреставровано разом з готелем «Shnelli» і головним управлінням Естонської залізниці.